# Jack House
Житловий комплекс «Jack House» — 39-поверховий хмарочос у Києві. Був збудований у 2012—2018 роках. Третій за висотою будинок в Києві та Україні.

## Історія будівництва
Земляні роботи з будівництва хмарочосу розпочались у липні 2012 року.
В серпні 2014 року було збудовано 8 поверх, в серпні 2015 — 23 поверх. В липні 2017 року будинок досяг своєї максимальної висоти, почалися роботи з оздоблення.
24 січня 2018 року будівництво було повністю завершено, а будинок було введено в експлуатацію.
Загальна кількість поверхів — 39, з них: 6 поверхів — стилобат, окремий поверх — Jack Club і технічний поверх. На останньому поверсі знаходиться ресторан, лаунж-зона та фітнес-клуб. У стилобатній частині передбачений багаторівневий паркінг на 238 автомобілів та 74 інших транспортних засобів, а також зарядна станція для електрокарів. На даху будівлі знаходиться декоративна конструкція незвичної форми.
7 листопада 2024 року під час чергової російської атаки на Київ уламки ударного дрона Shahed-136 впали на верхні поверхи висотки, в результаті чого почалася пожежа і відбудася часткова руйнація конструкцій.